# Asdrúbal Sánchez
Asdrúbal José Sánchez (La Guaira, Estado Vargas, Venezuela; 1 de abril de 1958) es un exfutbolista venezolano que jugaba como centrocampista y su último equipo fue el Unión Deportivo Lara de la Primera División de Venezuela. Compitió con Venezuela en el Juegos Olímpicos de Moscú de 1980.